# Bătălia de pe râul Garonne
Bătălia de pe râul Garonne s-a dat în 732 între armata Umayyadă condusă de Abdul Rahman Al Ghafiqi, guvernator al provinciei Al-Andalus, și forțele din Aquitania ale ducelui Odo al Aquitaniei.

## Context
La începutul guvernării sale a provinciei Al-Andalus în 730, Abdul Rahman a fost nerecunoscut de către un comandant berber local, numit Uthman ibn Naissa (Othman Ibn Abi Nes'ah Manuza; Othman-ben-Abou-Nessa, alias Munuza), a cărui cetate a fost orașul Cerritania (Cerdanya, probabil cetatea Llivia) din Pirinei. Munuza a auzit de opresiunea berberilor din Africa de Nord și a încheiat un armistițiu cu Odo și se detașează de conducerea Cordobei. Unele surse susțin că Odo a promis fiica sa, Lampade, lui Munuza pentru a întări alianță printr-o căsătorie.
Moartea lui Munuza a precedat imediat expediția lui Abdul Rahman, care a traversat Pirineii prin Navarra și și-a croit drum prin Gasconia. Orașul Bordeaux a fost capturat rapid, comandantul garnizoanei a fost ucis în luptă.

## Bătălia
În urma victoriei de la Bordeaux, Abdul Rahman a înfruntat din nou forțele lui Odo pe râul Garonne sau, posibil, râul Dordogne, în marșul său spre nord. Odo a fost învins complet, iar mare parte a forțelor sale au fost distruse sau au fugit dezorientate, după care umayyazii au jefuit mănăstirile bogate din nordul regiunii Aquitania înainte de a relua marșul lor spre Tours, un oraș considerat că deținerea comori.

## Urmări
Acest jafuri i-au oferit suficient timp lui Odo pentru a-și reorganiza trupele sale aquitaniene și în conformitate cu cronicile l-a anunțat pe Charles Martel de pericol iminent. Liderul franc a luat în considerare, a acceptat depunerea oficială a lui Odo și s-a alăturat armatei lui Charles, pentru a forma flancul stâng. Armatele umayyezilor slăbite au fost în cele din urmă învinse de forțele conduse de Charles Martel în bătălia de la Tours, care a avut loc undeva între Poitiers și Tours pe 10 octombrie 732.